# Die Hard – Drágább, mint az életed
A Die Hard – Drágább, mint az életed (eredeti cím: A Good Day to Die Hard) az 1988-ban Drágán add az életed! című filmmel indult Die Hard-sorozat ötödik része, melyet 2013. február 14-én mutattak be a mozikban. A film anyagilag jól teljesített, a kritika azonban jelentősen lehúzta a filmet és a nézők legtöbbjének sem nyerte el a tetszését.

## Cselekmény
|  | Alább a cselekmény részletei következnek! |

John McClane (Bruce Willis) Oroszországba utazik, hogy kiszabadítsa foglyul ejtett fiát, Jacket (Jai Courtney), akit letartóztattak gyilkosságért. Nemsokára kiderül, hogy a fiú a CIA ügynökeként egy fedett akcióban vesz részt, és így akar leleplezni egy összeesküvést, amely mögött mindenre elszánt bűnözők állnak, akik talán nem is azok, akiknek mutatják magukat. Apa és fia együtt mennek rendet tenni a tisztánlátás érdekében...
|  | Itt a vége a cselekmény részletezésének! |

## Szereplők
- Bruce Willis –  John McClane
- Jai Courtney – Jack McClane, McClane fia
- Sebastian Koch – Jurij Komarov
- Yuliya Snigir – Irina

## Forgatás
2010. május 5-én jelentették be, hogy az X-Men kezdetek: Farkas és A szupercsapat című filmek írója, Skip Woods tárgyalásokat folytat egy ötödik Die Hard-film forgatókönyvével kapcsolatban, illetve hogy a film producere Alex Young lesz. Bruce Willis visszatér John McClane szerepében, és Willis azt nyilatkozta, szívesen látná viszont rendezőként a negyedik rész, a Die Hard 4.0 – Legdrágább az életed rendezőjét, Len Wisemant.
2010. október 5-én egy MTV-interjú során bejelentették, hogy a forgatókönyv első változata elkészült és 2011-ben kezdődik a forgatás. Willis már a hatodik résszel kapcsolatban is nyilatkozta, hogy meg akarja csinálni a Die Hard 5.-öt, hogy aztán egy utolsó, a hatodik film is elkészülhessen, mielőtt végleg szögre akasztaná a fehér atlétáját. Noam Murro lett volna az, aki Woods forgatókönyvét filmre viszi, illetve folytatja a forgatókönyvet, de kiszállt a projektből, hogy inkább a 300 című film előzményfilmjét, a 300: Battle of Artemisia című filmet rendezze. Ezt követően az ír származású John Moore lett a rendező. A film cselekményéből annyi derült ki, hogy John McClane és fia Oroszországba megy majd.
2011. október 13-án a stúdió a The Jim Rome Show-ban jelentette be, hogy a film címe A Good Day to Die Hard lesz és 2013-ban Bálint-napon kerül a mozikba. Ugyanezen a napon a Fox forrásai jelezték, hogy Patrick Stewart fontolgatja a főellenség szerepének elvállalását, mely szerint egy kegyvesztett orosz tábornokot alakítana, aki merényletet tervez az országba látogató amerikai elnök ellen. A stúdió Liam Hemsworthöt, Aaron Pault, James Badge Dale-t és D.J. Cotrona-t kereste meg John McClane fiának szerepére.
A forgatást 2012 januárjában kezdték volna Budapesten, de később elhalasztották április végére. A felvételeket Budapesten és Moszkvában készítik. Budapest is az orosz fővárost fogja „alakítani” a filmben.
2012. február 22-én jelentették be, hogy Jai Courtney lesz az ifjú McClane. 2012. április 4-én pedig az derült ki, hogy Sebastian Koch és Yuliya Snigir lesznek az orosz bűnözők. Ugyanakkor Patrick Stewart végül nem került a film szereplői közé.
A terveknek megfelelően 2012. április 23-án kezdődött a forgatás Budapesten. Willis május 3-án érkezett Magyarországra és három nappal később kapcsolódott be a forgatásba a Szabadság téren. Willis a forgatás végezte előtt mintegy másfél héttel, 2012. augusztus 17-én hagyta el az országot.